# Guangxu-kejsaren
Guangxu-kejsaren, egentligt namn Zaitian (載湉), född 14 augusti 1871, död 14 november 1908 i Peking, var den nionde kejsaren av Qingdynastin i Kina. 1898 startade han det som kallas hundradagarsreformen (Hundred Days' Reform), där han genom lagförändringar försökte modernisera säkerhetstjänsten, effektivisera regeringen och uppmuntra nya industrier. Reformerna rörde områden såsom skolan, militären och byråkratin. Reformerna ogillades av konservativa, och kejsaren fängslades, vilket ledde till att änkekejsarinnan Cixi återtog kontrollen.

## Uppväxt
Guangxu-kejsaren härstammade från en sidolinje i kejsarhuset, men efter den barnlöse Tongzhi-kejsarens död blev han adopterad av änkekejsarinnan Cixi och upphöjd till tronföljare i strid med Qingdynastins successionsordning. Enligt denna fick inte en tronföljare komma från samma generation som sin föregångare. Eftersom Zaitian endast var fyra år gammal när han besteg tronen, fördes regeringen till en början av de två änkejsarinnorna, men efter 1881, då Cian dog, av Cixi ensam.

## Regeringstid
Under Guangxu-kejsaren utplånades de sista spåren av de många upproren under den föregående tiden med Yaqub Begs död (1877), då Östturkestan åter förenades med Kina. Yining, som ryssarna besatt, återlämnades mot ersättning 1881. Förhållandet till utländska makter blev bättre, sedan Kina upprättat legationer i Sankt Petersburg, Berlin, London, Paris, Washington, Burma och Tokyo. 1889 hade Guangxu-kejsaren uppnått myndig ålder och började utöva regeringsmakten på egen hand. Cixi drog sig tillbaka från politiken och kejsaren rapporterade bara till henne i viktigare ärenden.
Det sino-japanska kriget som bröt ut 1894 verkade som en väckelse inom Kina. 1895 bildades i Peking en förening Qiangxuehui, vars ledare var Kang Youwei, som hade som mål var att göra Kina till en konstitutionell monarki och att arbeta för landets modernisering. Till detta reformprogram slöt sig den unge kejsaren och under sommaren 1898 lät han Kangs parti utfärda en rad nya reformer.
I september 1898 skedde en palatsrevolution i Peking, om vilken allmänheten erhöll underrättelse i ett dekret den 22 samma månad, som förkunnade, att den reformvänlige kejsaren avstått regeringsmakten till änkekejsarinnan Cixi, som nu för tredje gången blivit landets regent. Fem ledare av reformpartiet avrättades, och Kang Youwei räddade sig endast genom att hastigt fly ut på ett engelskt krigsskepp. Reaktionen segrade nu fullständigt i norra Kina, medan det södra mindre påverkades därav. Utom dessa landvinningar underhandlade makterna med varandra om att uppdela Kina i intressesfärer: England fordrade företrädesrätt på handeln i Yangtze-flodens bäcken, Ryssland i Manchuriet och så vidare. Som en reaktion mot den accelererande imperialismen bröt Boxarupproret ut sommaren 1900 med stöd från Cixi. Belägringen av legationskvartet i Peking ledde till att en expeditionsstryka från åtta nationer intog Peking, vilket ledde till att hela kejsarhovet flydde till Xi'an. Den kinesiska regeringen tvingades skriva under ett förödmjukade fredsfördrag och kejsaren och hans hov återvände inte till Peking förrän 1902.
De japanska segrarna under rysk–japanska kriget 1904–1905 återverkade som en ny väckelse på Kinas folk. Reformpartiet fick ny vind i seglen; dess ledare var Yuan Shikai, men även änkekejsarinnan Cixi slöt sig till detsamma. Kejsaren medgav den 1 september 1906 i princip nödvändigheten av att införa en folkrepresentation, så snart reformer inom förvaltningen och finansväsendet genomförts.

## Död
Guangxu-kejsaren avled 1908, endast en dag före Cixi, han var då 37 år. Det spekulerades länge om han bragts om livet och på 100-årsdagen av hans död kungjorde kinesiska forskare som undersökt hår på Guangxu-kejsarens kvarlevor att han avlidit av arsenikförgiftning. Det förblir dock oklart vem som förgiftade kejsaren.
Han efterträddes av Puyi, som blev Qingdynastins, och Kinas, siste kejsare.